# Ministère du Tourisme (Venezuela)
Pour les articles homonymes, voir Ministère du Tourisme.
Le ministère du Tourisme ou MINTUR (Ministerio del Poder Popular para el Turismo, en espagnol, littéralement, « ministère du Pouvoir populaire pour le Tourisme ») est un ministère du gouvernement du Venezuela. Il a été brièvement regroupé avec le ministère du Commerce extérieur entre 2019 et 2020 sous le nom de ministère du Tourisme et du Commerce extérieur ou MINTCOEX (Ministerio del Poder Popular para el Turismo y Comercio Exterior, en espagnol), avant que ce dernier ne rejoigne le portefeuille global du ministère de l'Économie, des Finances et du Commerce extérieur. 

## Composition
Le ministère comprend trois vice-ministères, dédiés au tourisme international, au tourisme national et aux projets et travaux touristiques. Lui sont liées plusieurs entités, dont le Venezolano de turismo, la Venezolana de Teleféricos et l'institut national de promotion et capacitation touristiques.

## Actions
Le ministère fixe des objectifs en matière de nombre de tourismes annuels. En 2014, seuls 700 000 étrangers ont visité le pays contre le triple escompté, en raison des conditions de sécurité, de l'instabilité politique ou de la corruption. Par comparaison, la Colombie voisine accueille 2.2 millions de touristes la même année.

## Ministre du Tourisme depuis 2020
| Image | Nom           | Parti | Début           | Fin  |
| ----- | ------------- | ----- | --------------- | ---- |
|       | Leticia Gómez |       | 2025            |      |
|       | Leticia Gómez |       | 2024            | 2025 |
|       | Alí Padrón    |       | 25 octobre 2020 | 2024 |

## Ministres du Tourisme et du Commerce extérieur (2019-2020)
| Image | Nom             | Parti | Début        | Fin             |
| ----- | --------------- | ----- | ------------ | --------------- |
|       | Félix Plasencia |       | 13 août 2019 | 25 octobre 2020 |

## Ministres du Tourisme (1977?-2019)
| Image | Nom                       | Parti | Début          | Fin           |
| ----- | ------------------------- | ----- | -------------- | ------------- |
|       | Stella Lugo               |       | 14 juin 2018   | 12 août 2019  |
|       | Marleny Contreras         | PSUV  | 7 avril 2015   | 14 avril 2018 |
|       | Andrés Izarra             | PSUV  | 21 avril 2013  | 7 avril 2015  |
|       | Alejandro Fleming         | PSUV  | 2010           | 2013          |
|       | Pedro Morejón             | MVR   | 3 mars 2009    | 2009          |
|       | Olga Azuaje               | PSUV  | 2007           | 2009          |
|       | Wilmar Castro Soteldo     | PSUV  | 2005           | 2007          |
|       | Guido Díaz Peña           |       | 1982           | 1984          |
|       | Enrique Pérez Olivares    |       | 1981           | 1982          |
|       | José Luis Zapata Escalona |       | 1979           | 1981          |
|       | Celestino Armas           |       | 1978           | 1979          |
|       | Diego Arria               |       | 7 janvier 1977 | 17 mars 1978  |